# Bresso
Bresso – miasto i gmina we Włoszech, w regionie Lombardia, w prowincji Mediolan.
Według danych na rok 2004 gminę zamieszkiwały 26 814 osoby, 8938 os./km².